# کیش (شکی)

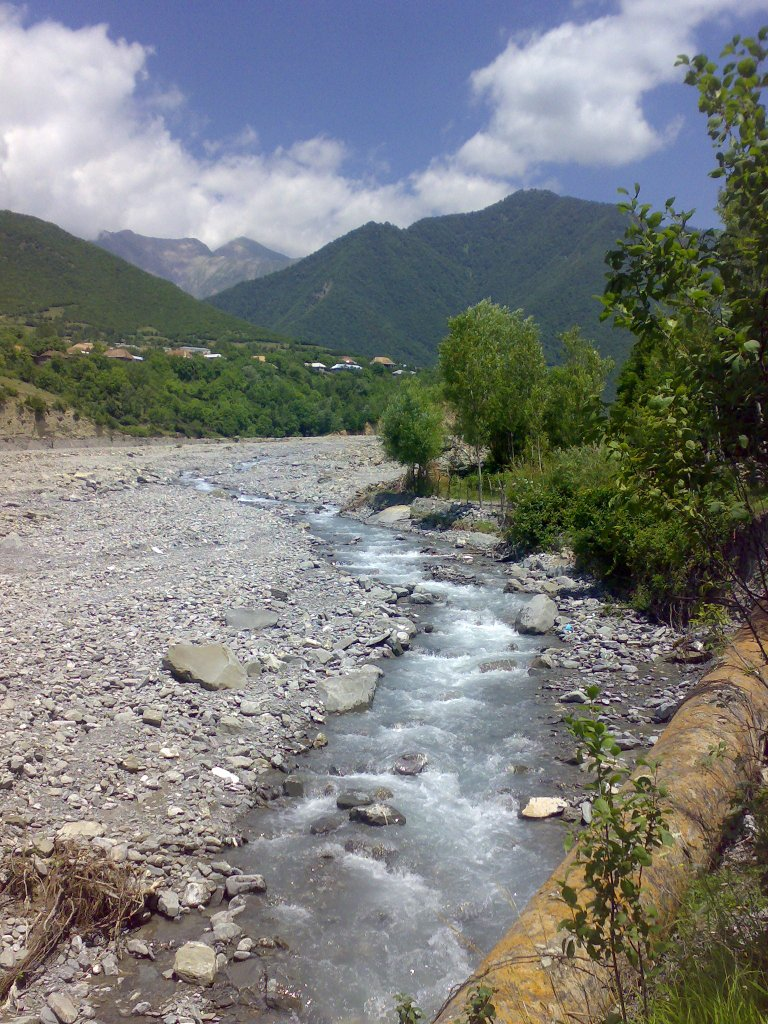
تصویری از طبیعت بکر منطقه کیش

کیش (به ترکی آذربایجانی: Kiş) یک منطقهٔ مسکونی در جمهوری آذربایجان است که در شهرستان شکی واقع شده‌است. کیش ۶٬۲۴۴ نفر جمعیت دارد.